# Jean Ier de Garencières
Pour les articles homonymes, voir Jean Ier.
Jean Ier de Garencières est un poète français né à la fin du XIVe siècle (ca 1371-1372). Il aurait été tué à la bataille d'Azincourt le 25 octobre 1415.

## Biographie
Il appartient à une grande famille d'Île-de France et de Normandie,. Chevalier, il est maître d'hôtel du roi Charles VI, maître des Eaux et Forêts en Picardie, puis chambellan du roi.
Il est cité comme grand chambellan de Louis Ier d'Orléans, duc d'Orléans, dans un mandement, de Paris, le 27 janvier 1405, mandement portant défense de faire des joutes ou faits d'armes.
Jean Ier fut en 1406 chevalier banneret au service d'Isabelle de France, fille de Charles VI, veuve de Richard II d'Angleterre. Il devint baron du Puiset en 1409, titre qui lui est accordé grâce à la bienveillance du roi. 
Il est aussi connu pour ses œuvres de « chevalier poète » : il est l'auteur d'un recueil de poésies, conservé dans un manuscrit de la Bibliothèque nationale de France,,.

## Famille
Il épousa Jeanne de Villiers. Leur fille, Marie de Garencières, dame de Massy, de Villiers-le-Comte (Villiers, Villiers ?) et de Croisy, veuve de Jean de Gaillon, épousa en secondes noces, après la bataille de Dieppe (1443), le Breton Tugdual de Kermoysan, réputé pour ses exploits militaires pendant la guerre de Cent Ans, notamment en Normandie.

## Armoiries
Selon l'écrit de référence, les armoiries ci-dessous correspondent à l'héraldique de la commune éponyme, à la seule réserve de la fleur de garance.
| Blason de Garencières | Blason  | De gueules à trois chevrons d'or.                |
| Blason de Garencières | Détails | Le statut officiel du blason reste à déterminer. |

## Œuvres
Rondeaux :
- Honneur, sancté, parfaicte joye
- Ce jour de l'an nouvel entré
- Ennuy, soucy, courroux et desplaisance
- En actendant de mieulx avoir
- Belle, « parfaictement joyeulx »
- Belle, je prens congié de vous
- Belle, s'il m'en convient aler
- Puis qu'ainsi est qu'il me fault departir
- Je ne sçay comment je feroye
- Belle, pourquoy ne m'amez vous?
- Entre les autres la plus belle